# Переїздівська сільська рада
Переїздівська сільська рада (до 1960 року — Будо-Любівська сільська рада, у 1960—1991 роках — Журбівська сільська рада) — колишня адміністративно-територіальна одиниця та орган місцевого самоврядування в Овруцькому районі Коростенської, Волинської округ, Київської та Житомирської областей УРСР та України з адміністративним центром у с. Переїзд.

## Населені пункти
Сільській раді на момент ліквідації були підпорядковані населені пункти:
- с. Будолюбівка
- с. Грязеве
- с. Деревці
- с. Жолудівка
- с. Маленівка
- с. Нивки
- с. Переїзд
- с. Привар
- с. Ситівка
- с. Соснівка
- с. Степки

## Населення
Кількість населення ради, станом на 1923 рік, становила 1 646 осіб, кількість дворів — 325.
Відповідно до результатів перепису населення 1989 року, кількість населення ради, станом на 1 грудня 1989 року, складала 646 осіб.

## Історія та адміністративний устрій
Утворена 1923 року, з назвою Будо-Любівська сільська рада та адміністративним центром в с. Будолюбівка, в складі сіл Буда-Любівка, Журба, Старий Переїзд та хуторів Вершківський, Висока Піч, Деревці, Зубрів, Каптанів, Медвеже, Привар, Райне, Сидорів, Старі Мости, Степанівка, Щегля Христинівської волості Овруцького повіту. 7 березня 1923 року увійшла до складу новоствореного Овруцького району Коростенської округи. 12 січня 1924 року до складу ради увійшли хутори Кринички та Степки Омельниківської сільської ради Овруцького району. Станом на 17 грудня 1926 року на обліку в раді числяться хутори Дорогинська Дача, Козлов, Козуба, Коні, Корчівка, Панталеї, Підлозниця, Прищепи, Третяків Лісок, Шишалівка; х. Вершківський перебував на обліку як Старо-Вершківський залізничний переїзд, в подальшому, ймовірно увійшов до складу х. Старий Переїзд; х. Медвеже знятий з обліку населених пунктів. Станом на 1 жовтня 1941 року хутори Висока Піч, Дорогинська Дача, Зубрів, Кайтани (Каптанів), Козлів (Козлов), Козуба, Коні, Корчівка, Кринички, Панталеї, Підлозниця, Прищепи, Старі Мости, Степанівка, Третяків Лісок та Щегля зняті з обліку населених пунктів.
Станом на 1 вересня 1946 року сільрада, з назвою Будо-Любівська, входила до складу Овруцького району Житомирської області, на обліку в раді перебували села Буда-Любівка, Деревці, Журба, Переїзд, Степки та х. Привар.
11 серпня 1954 року до складу ради увійшли села Грезіва, Підчашшя, Ситівка та хутори Жолонь-Ситівська (згодом — Жолудівка), Язвино ліквідованої Ситівської сільської ради Овруцького району. 2 вересня 1954 року х. Привар передано до складу Великочернігівської сільської ради Овруцького району. Хутір було повернуто до складу ради в статусі села 12 серпня 1974 року. 8 червня 1960 року, відповідно до рішення Житомирського облвиконкому № 592 «Про перейменування деяких сільських рад в районах області», адміністративний центр було перенесено до с. Журба з перейменуванням ради на Журбівську. Станом на 1 березня 1961 року х. Язвино не перебуває на обліку населених пунктів.
Станом на 1 січня 1972 року сільрада, з назвою Журбівська, входила до складу Овруцького району Житомирської області, на обліку в раді перебували села Будолюбівка, Грязеве, Деревці, Жолудівка, Журба, Маленівка, Нивки, Переїзд, Підчашшя, Ситівка, Степки та Соснівка.
14 листопада 1991 року, відповідно до рішення Житомирської обласної ради, адміністративний центр було перенесено до с. Переїзд з перейменуванням ради на Переїздівську. Одночасно було знято з обліку села Журба та Підчашшя.
Ліквідована 15 квітня 1995 року рішенням Житомирської обласної ради; села Нивки та Привар включені до складу Великочернігівської сільської ради Овруцького району, села Будолюбівка, Грязеве, Деревці, Жолудівка, Маленівка, Переїзд, Ситівка, Соснівка, Степки було знято з обліку населених пунктів.